# Центральная конференция американских раввинов
Центральная Конференция Американских Раввинов (ЦКАР), основанная в 1889 году раввином Исааком Майером Уайзом, является главной организацией реформистских раввинов в США и Канаде. ЦКАР — крупнейшая и старейшая раввинская организация в мире. Его нынешним президентом является раввин Эрика Аш.
В 2023 году ЦКАР принял резолюцию в защиту прав трансгендеров в ответ на правое национальное движение за лишение их прав и значительный рост насилия в отношении трансгендеров, заявив: «Эти нападки угрожают самым уязвимым среди нас и бросают вызов нашим реформистским еврейским ценностям. Их последствия вызывают тревогу — в том числе ужасающее количество убийств трансгендеров и высокий уровень суицидальных мыслей и самоубийств среди трансгендерной молодежи. В отличие от этого, мы знаем, что позитивное, активное поощрение гендерного разнообразия может изменить ситуацию к лучшему». В 2014 году ЦКАР присоединился к судебному процессу, оспаривающему запрет на однополые браки в Северной Каролине, который стал первым в Америке судебным процессом, направленным против запрета на однополые браки.
В 2015, Денис Эгер стал первым открытым геем на посту президента ЦКАР. В 2018 году раввин Хара Персон стала первой женщиной, возглавившей ЦКАР.